# 伊勢西インターチェンジ
伊勢西インターチェンジ（いせにしインターチェンジ）は三重県伊勢市にある伊勢自動車道のインターチェンジである。
尾鷲・名古屋方面のみに接続するハーフICである。年末年始・ゴールデンウィークにはこのIC付近は非常に混雑するため、隣の伊勢ICとともに出口が閉鎖される。このICを境に、名古屋方面は4車線・鳥羽・志摩方面は2車線（完成2車線なので拡張工事は行わないことになっている）となっている。

## 道路
- E23 伊勢自動車道（41番）
- 接続する道路：三重県道32号伊勢磯部線（御木本道路）

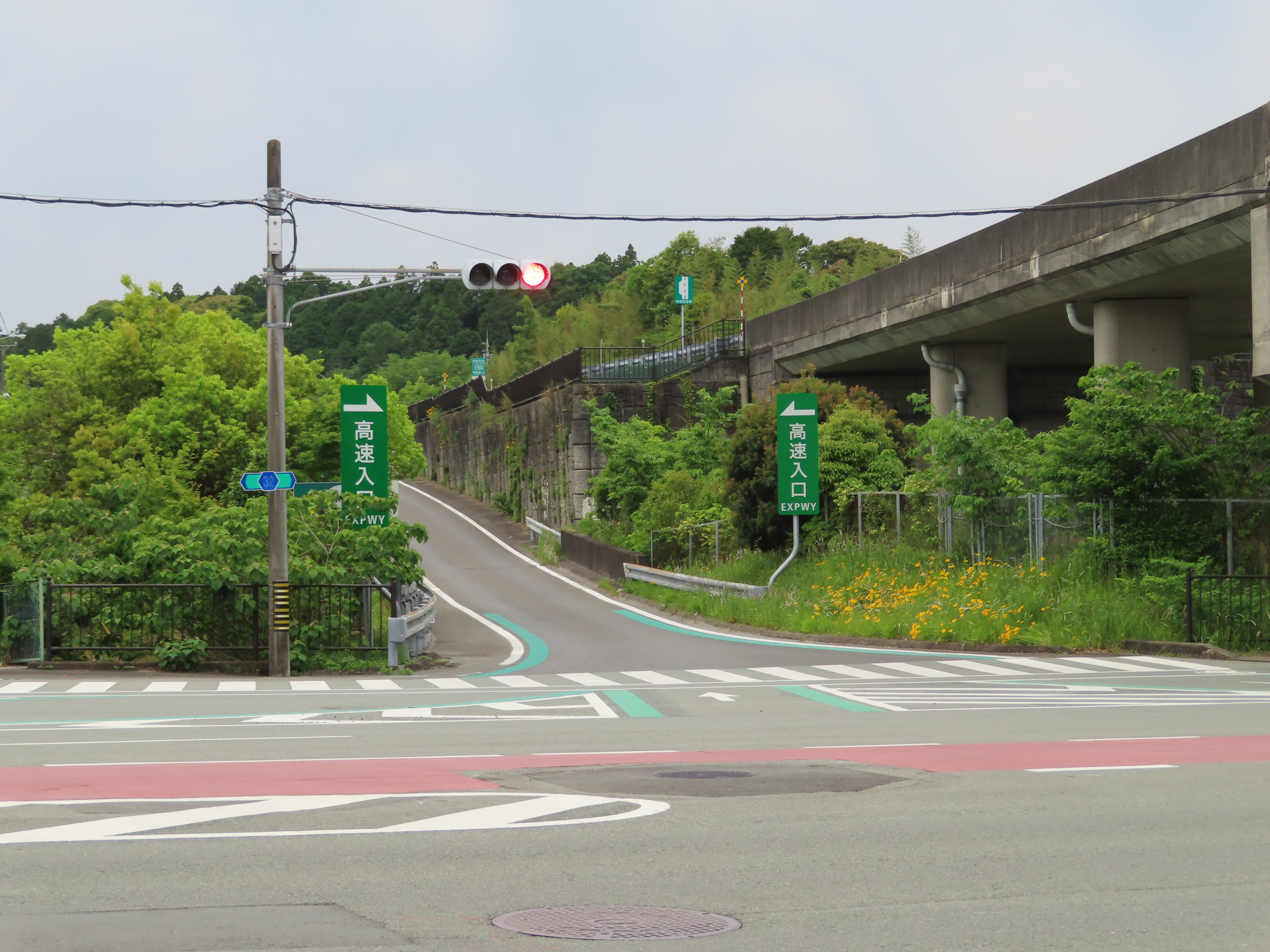
入口
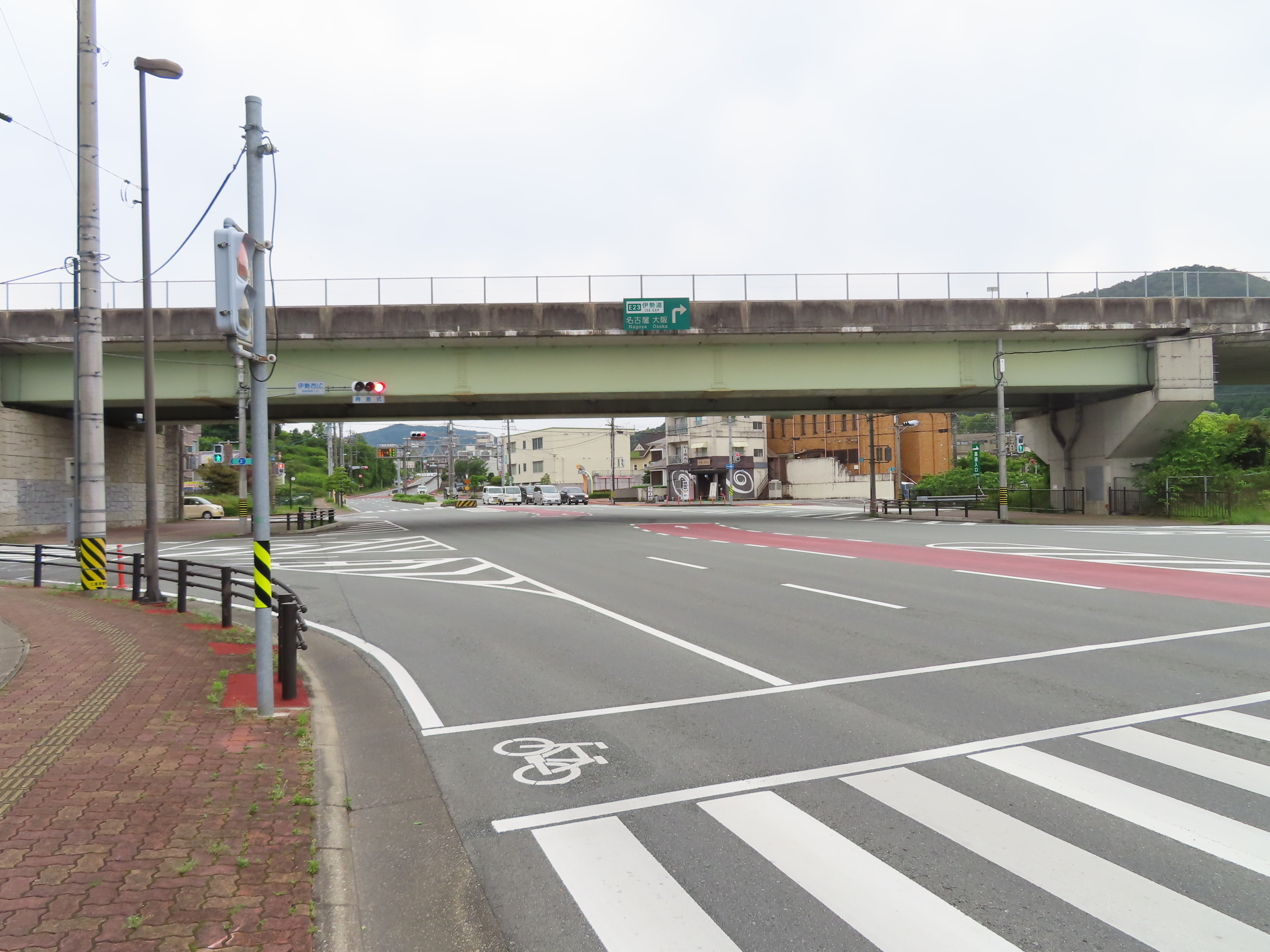
伊勢西IC交差点

## 周辺
- 伊勢神宮（外宮）
- 伊勢やすらぎ公園
- 伊勢市駅（JR参宮線・近鉄山田線）
- 宇治山田駅（近鉄山田線・鳥羽線）
- 伊勢御木本通郵便局
- 三重県伊勢庁舎

## 隣
E23 伊勢自動車道
(40) 玉城IC - 伊勢TB - (41) 伊勢西IC - (42) 伊勢IC